# سعيد رجو
محمد سعيد الرجو شاعر سوري ولد سنة 1933 بقرية تادف من ريف حلب الشرقي سورية.

## سيرته
ولد محمد سعيد الرجو عام 1933 في تادف من ريف حلب الشرقي. توقف عن الدارسة وهو في الصف الثاني الابتدائي لاضطراره إلى العمل بعد وفاة والده، رغم ذلك استمر في تعليمه عن طريق التعليم الذاتي وعزز علاقته بالكتب ودواوين الشعراء. اشتغل بالعمل الحر لمدة ثلاثين سنة، ثم عين موظفاً إدارياً في فرع اتحاد الكتاب العرب بحلب 1971. 

## مؤلفاته
1-أضمومة نار- شعر- مطبعة أمية- حلب 1970.
2-شيء غير الخبز- شعر- مطبعة أمية- حلب 1974.
3-هذا العذاب الشهي- شعر- مطبعة أمية- ( بالتعاون مع اتحاد الكتاب العرب)-حلب 1977.
4-أعياد الحزن الأبيض- شعر- اتحاد الكتاب العرب - دمشق - 1979.
5- فراشات ملعونة إصدار خاص 1991.
6- هواجس الليلك واليمام - اتحاد الكتاب العرب- دمشق 1993.